# Magic Rampage
Magic Rampage ist ein 2015 erschienenes Action-RPG mit Jump-and-Run-Elementen des brasilianischen Entwicklers Asantee Games. Das Computerspiel wurde für Android und später auch für iOS und Microsoft Windows entwickelt. Unter Android erreichte es über 10 Millionen Downloads und wurde in die Editors-Choice-Liste des Google Play Store aufgenommen.

## Spielprinzip
Der Spieler startet das Spiel mit der Wahl seiner Klasse. Zur Auswahl stehen Ranger, Druide, Magier, Hochmagier, Elitekrieger, Hexendoktor, Schurke, Schwarzmagier, Priester, Hexenmeister, Dieb, Paladin und Krieger. Jede Klasse hat ihr eigenes Aussehen und eine spezielle Fertigkeit, die für diese Klasse einzigartig ist. Es ist möglich, bis zu drei Charaktere (drei „Speicherplätze“) zu spielen. Das Hauptspiel ist in fünf Kapitel mit jeweils 10 Leveln gegliedert. Hat man ein Level abgeschlossen, wird das Nächste freigeschaltet. In den Level muss der Spieler verschiedene Hindernisse überwinden und Gegner bekämpfen. Es gibt ein Inventar, in dem man unterschiedliche Waffen, Rüstungen und später auch Ringe sammeln kann. Die Gegenstände kann der Spieler finden oder mit gesammeltem Gold im Laden kaufen. Mittels Runen lassen sich Waffen und Rüstungen verbessern. Nutzt man für eine Ausrüstung mehrere gleiche Elemente, erhält man zusätzlich einen Bonus. Die Gegner variieren im Laufe des Spiels von einfachen Skeletten bis hin zu schwierig zu bekämpfenden Titanen und Drachen.
Alle Vorteile im Spiel lassen sich ohne In-App-Käufe erreichen. Es stehen jedoch Käufe für mehr Gold oder Wettkampf-Münzen zur Verfügung.

### Der Überlebensmodus
Es existieren fünf verschiedene Modi für den Überlebenskampf. In diesem bekämpft der Spieler unendlich wiederkehrende Gegner. Die Anzahl der besiegten Gegner wird dabei gezählt. Hat man in einem Modus eine gewisse Anzahl an Gegnern besiegt, wird der Nächste freigeschaltet. Das ist so lange möglich, bis der Spieler seine Leben verbraucht hat. Ein Nachfüllen mittels Heiltränken ist hier, im Gegensatz zum Hauptspiel oder Wettkampfmodus, nicht möglich.

### Die Bank und die Charakteranpassung
In der Bank können Gegenstände gelagert werden, die nicht umgehend im Inventar benötigt werden. Außerdem lassen sich diese Gegenstände mit allen Charakteren teilen. Sie steht ab Kapitel 3 zur Verfügung. Das Einlagern von Gegenständen wird mittels Gold im Spiel bezahlt. Mittels der Charakteranpassung kann der Spieler seine Klasse verändern und so später im Spiel auch eine höhere Klasse (wie z. B. Hochmagier anstatt Magier) wählen.

### Der Wettkampfmodus
Der Wettkampfmodus stellt neben dem Hauptspiel den weitaus umfangreichsten Spielbereich dar. Hier lassen sich durch per Zufall generierte Level die Spielfertigkeit testen, indem der Spieler andere Spieler herausfordert, oder selbst herausgefordert wird. Dabei spielen Kriterien, wie die Zeit, die gesammelte Erfahrung oder der geschickte Einsatz der Klassenfähigkeit eine wichtige Rolle. Beim Trainer kann der Spieler sich mit den Kriterien vertraut machen und seine ersten Angriffe üben. Indem der Spieler viele Wettkämpfe spielt, steigt er abhängig von seiner Erfahrung, zum nächsten Level auf. Dadurch gibt es neue Elemente und schwierigere Gegner. Aktuell ist das höchste erreichbare Level 35.
Gewinnt der Spieler viele Wettkämpfe steigt zudem sein Rang, bis maximal 299, an. So hat er eine größere Chance gute Spezialgegenstände zu bekommen, die sich in Truhen im Level befinden. Truhen werden mit speziellen Münzen geöffnet, welche man nach einem Sieg erhält. Hat der Spieler einen besonders hohen Rang, kommt er zusätzlich in die Halle der Helden. Dort werden die besten 15 Spieler gelistet und können von anderen Spielern einzeln herausgefordert werden.
Jede Woche gibt es im Wettkampfmodus zusätzlich eine besondere Herausforderung. Schließt der Spieler das Level ab, ohne Schaden zu nehmen und dabei eine vorgegebene Zeit nicht zu überschreiten, erhält er die Chance auf einen exklusiven Gegenstand.

## Entwicklung
Mittlerweile hat das Spiel fünf Kapitel. Mit Version 2.0.2 wurde für jede Klasse in dem Spiel eine Sonderfähigkeit eingeführt. Diese kann durch drei Mal drücken auf „gehen“ und einmal tippen auf „angreifen“ aktiviert werden. Mit Version 2.5.4 war Kapitel 4 nun endgültig entwickelt. Version 2.6.3 verbesserte unter anderem die Animationen und Grafiken in dem Spiel. Ab Version 2.7.2 gibt es die Bank. Mit 3.1.8 wurde der Preis für Artikel im Laden verringert und ein Feuerschutz hinzugefügt, sobald die gesamte Rüstung einen Wert von 150 oder mehr hat (davor musste man das Feuer-Element besitzen). Außerdem wurde man nicht mehr direkt getötet, wenn man von einer Klippe fällt. In Version 3.3.3 wurde der Wettkampfmodus eingeführt. In Version 3.4.4 eine neue geheimnisvolle Rune, die die Spezialfähigkeit direkt aktivieren lässt. In 3.6.2 gab es neue Themen für den Wettkampfmodus. Die Version 3.7.2 eröffnete die Halle der Helden, worin die besten Spieler gelistet werden und Version 4.1.9 die Wöchentliche Dungeons mit exklusiven Items. Mit Version 4.2.6 wurden neue Essenzen eingeführt, um einen neutralen Gegenstand in einen Gegenstand mit Element zu verwandeln. Die 5. Hauptversion führte Kapitel 5 ein und ein neues Maximalniveau im Wettkampfmodus mit neuen Bossen. Außerdem lassen sich die Steuerelemente nun anpassen.
Bereits während der Beta-Phase wurde das Spiel für wenige Fehler gelobt, was das brasilianische Team dazu ermutigte, das Projekt fortzusetzen. Umgesetzt wurde das Spiel mit der von Asantee Games eigens entwickelten Game-Engine „Ethanon Engine“, welche kostenlos vertrieben wird und die Entwicklung von 2D-Grafiken für Computer und mobile Geräte unterstützt.
Am 15. Mai 2020 wurde eine Windows-Version für Magic Rampage veröffentlicht. Im Gegensatz zu der mobilen Version ist diese jedoch nicht kostenlos spielbar.

## Rezeption
Das brasilianische Magazin IndieOn lobte die Vielfältigkeit des Spiels und die lange Spieldauer im Vergleich zu anderen Spielen, welche auf dem Mobilgerät kostenlos sind. Es kritisierte jedoch die Steuerung der PC-Version, welche sehr ungenau sei, kommt aber abschließend auf eine Bewertung von 8,5 / 10 Punkten.
Des Weiteren wurde Magic Rampage vom Magazin SuccessIonBusiness für die einfache, aber sehr schöne Grafik, die ausgewogene Mischung zwischen Action und Abenteuer und die einfache Spielweise gelobt. Business Pan ergänzte, das Spiel werde nicht langweilig und erzeuge eine „magische Welt“ durch die Mischung aus Grafik und Musik.